# Lower Allithwaite
Lower Allithwaite – civil parish w Anglii, w Kumbrii, w dystrykcie (unitary authority) Westmorland and Furness. W 2011 roku civil parish liczyła 1831 mieszkańców. W obszar civil parish wchodzą także Allithwaite i Upper Holker.